# Javier Gomensoro
Tomás Javier de Gomensoro (Buenos Aires, diciembre de 1776 - San Isidro, abril de 1841) fue un clérigo argentino, precursor de la Independencia de la Banda Oriental y diputado al Congreso General de 1824.

## Biografía
Estudió en el Colegio de San Carlos de Buenos Aires y se ordenó sacerdote hacia 1804.
En 1805 fue ordenado cura párroco del pueblo de Santo Domingo Soriano, en la Banda Oriental.
Al recibir noticias – tardías – del estallido de la Revolución de Mayo en su ciudad natal, asentó en su libro de actas parroquial la siguiente acta de defunción:

"El día veinte y cinco de este mes de mayo de 1810, expiró en estas provincias del Río de la Plata la tiránica jurisdicción de los virreyes, la dominación despótica de la península española y el escandaloso influjo de los españoles. Se sancionó en la capital de Buenos Aires, por el voto unánime de todas las corporaciones reunidas en el cabildo Abierto, una Junta Superior independiente de la Península y de toda otra dominación extranjera, bajo el solo nombre de don Fernando VII. De este modo se sacudió el insoportable yugo de la más injusta y arbitraria dominación; y se echaron los cimientos de una gloriosa independencia..."

Era una de las primeras veces que se mencionaba explícitamente la búsqueda de la independencia de España. Pocos días después, en octubre de 1810, huyó de Soriano debido a que un piquete había sido enviado desde Montevideo a arrestarlo. No obstante, a fines de febrero del año siguiente, un grupo de gauchos y pequeños terratenientes de la zona, casi todos ellos feligreses de Gomensoro, como Pedro José Viera y Venancio Benavides, se lanzaron a la revolución independentista en el llamado Grito de Asencio. Durante el primer sitio de Montevideo por los patriotas volvió a ocupar el curato de Santo Domingo Soriano, aunque debió abandonarlo a fines de ese mismo año.
Regresó a la Banda Oriental en 1815, cuando ya estaba en poder de los patriotas del bando de José Artigas, poco antes de la definitiva derrota directorial en la Batalla de Guayabos. Fue nombrado cura de Canelones, y erigió la iglesia del pueblo. Nuevamente huyó a Buenos Aires en 1820, cuando se completó la invasión Luso-Brasileña de la Banda Oriental.
Al comenzar la campaña de los Treinta y Tres Orientales contra el Imperio del Brasil, a principios de 1825, regresó una vez más a la Banda Oriental. Fue diputado por Canelones al Congreso de La Florida y contribuyó a la sanción de las leyes de Independencia y de Unión a las Provincias Unidas del Río de la Plata. Cuando esta unión fue aceptada por el Congreso Argentino, fue nombrado diputado al mismo. Mientras ejercía el cargo de diputado, sin cobrar por el mismo, aceptó un cargo de cura párroco en una de las iglesias de la ciudad de Buenos Aires.
Tras la disolución del Congreso permaneció en Buenos Aires, aunque en 1828 fue nombrado diputado por la Banda Oriental a la Convención Nacional reunida en Santa Fe. Aunque poco después la representación quedó sin efecto por la Convención que declaraba la independencia del Estado Oriental del Uruguay, permaneció en esa ciudad hasta el estallido de la guerra civil causada por el fusilamiento de Manuel Dorrego. Se pronunció en contra del gobierno de Juan Lavalle y regresó a Buenos Aires acompañando a Juan Manuel de Rosas.
Durante los años siguientes fue miembro del cabildo catedralicio de Buenos Aires, hasta su fallecimiento en San Isidro, en 1841.